# Walpurgiskloster (Arnstadt)

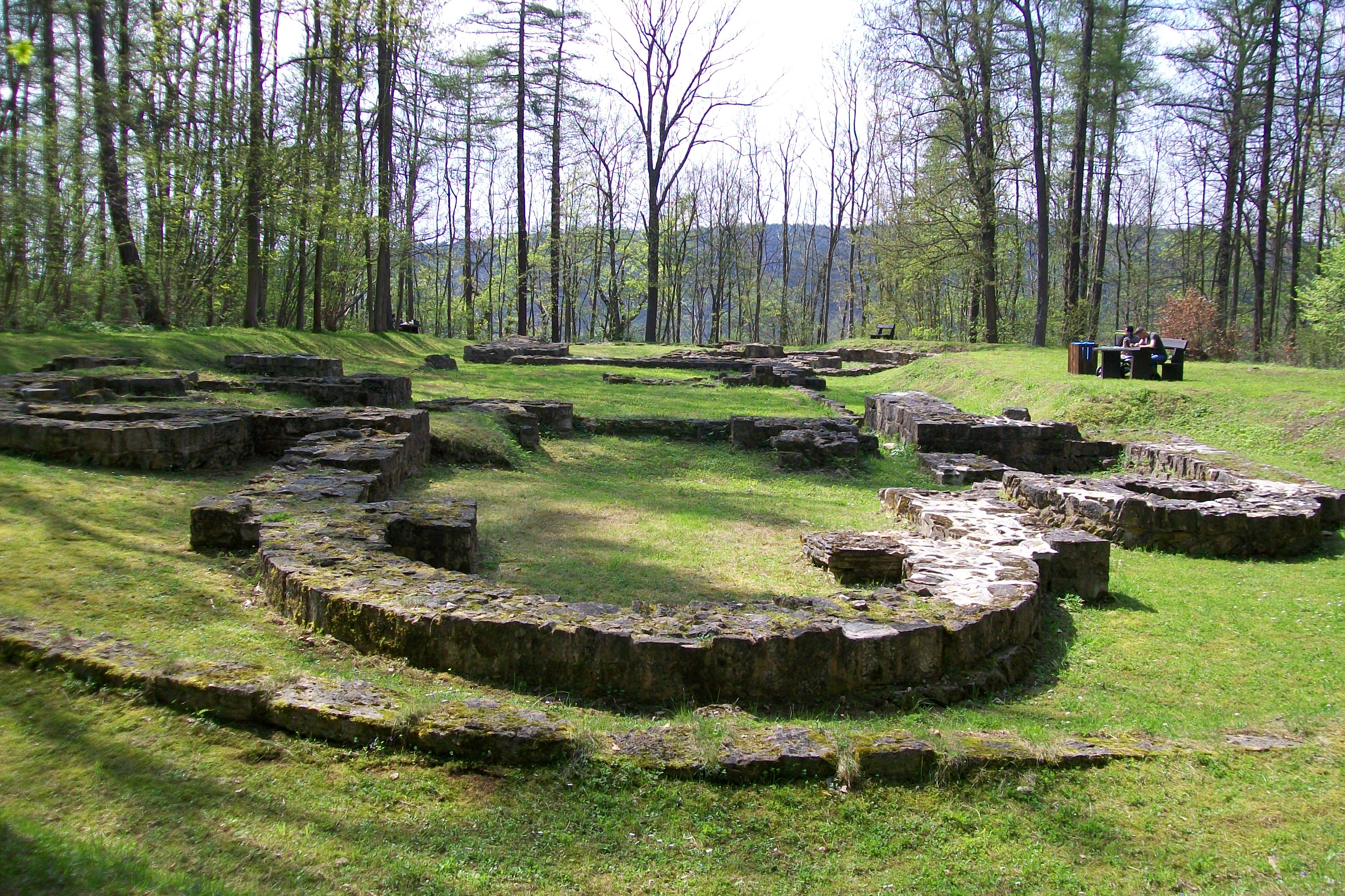
Die freigelegten Grundmauern der Klosterkirche.

Das Walpurgiskloster im Walpernholz ist eine Wüstung in der Flur der Stadt Arnstadt in Thüringen.

## Lage
Etwa zwei Kilometer südöstlich der Stadt Arnstadt auf dem 400 Meter über NHN liegenden Walpernberg befindet sich die Wüstung des ehemaligen Walpurgisklosters. Es ist die südwestlichste Lage der Wasserleite. Dieser Höhenzug trennt das Umland der Käfernburg vom Geratal.

## Geschichte
Das von der Abtei Hersfeld gegründete Walpurgiskloster wurde erstmals 1196 urkundlich genannt. 1307 und 1309 verlegte man das Kloster nach Arnstadt und die Gebäude wurden abgebrochen. Als 1332 die Abtei Hersfeld ihre verbliebenen Rechte an Stadt und Vogtei Arnstadt den Grafen von Schwarzburg verkaufte, nahm sie ihre Rechte an dem Walpurgiskloster davon ausdrücklich aus.
Bis 1533 konnten die Gläubigen in einer Kapelle auf dem Berg noch Gottesdienst abhalten.
Auf der wüsten Fläche vermutete man Reste des 1196 erwähnten Klosters, und bei Waldarbeiten wurden mehrfach Mauerreste freigelegt. 1976 begannen Mitglieder des Thüringer Geschichtsvereins, auf der wüsten Fläche Umrisse eines Benediktinernonnenklosters freizulegen. Man fand dort sogar Reste eines Vorgängerbaus, die Fundamente einer Kirchenapsis. 1988 und 1993 wurden eine Zisterne und die Grundmauern der Klosterkirche freigelegt.
Bei den Klostermauerresten findet seit 1991 jährlich am 1. Mai mit vielen Gästen das Walpurgisfest statt.

## Fazit
- Die Überreste des Klosters führen in die Frühzeit der Christianisierung Thüringens
- Auf der strategischen Höhe lag vor dem Kloster eine Wallanlage zum Schutz der Menschen
- Heute dient der Platz als Bodendenkmal über die damalige Entwicklungsetappe